# Волтер Беджет
Во́лтер Бе́джет (англ. Walter Bagehot, вимовляється: bædʒət; 3 лютого 1826, Ленгпорт, Сомерсет, Велика Британія — 24 березня 1877, там же) — британський економіст і політичний філософ XIX століття, представник манчестерської школи в політичній економії.

## Життєпис
Волтер Беджет народився в сім'ї банкіра, навчався в Університетському коледжі Лондона, де вивчав математику і філософію. У 1848 році здобув ступінь магістра. Наступні три роки він вивчав право, але йому не подобалася ця наукова дисципліна, він більше цікавився літературою. Був запрошений в юридичну колегію, але не став займатися практикою, а розпочав свою професійну діяльність у родинному бізнесі — банківській справі та морських перевезеннях. Писав статті для різних періодичних видань, але здобув популярність як оглядач і головний редактор газети The Economist, де писав про політику, економіку та літературу.
У 1857 році Беджет заручився з Елізою Вілсон, дочкою власника The Economist, через рік вони одружилися. Пара жила щасливо аж до передчасної смерті Беджета, але не мала дітей. Колекція їхніх любовних листів була опублікована у 1933 році.
У 1867 році Беджет захворів на пневмонію, від якої так і не зміг вилікуватися, і у 1877 році помер від її ускладнень.

## Професійна діяльність

### Журналістика

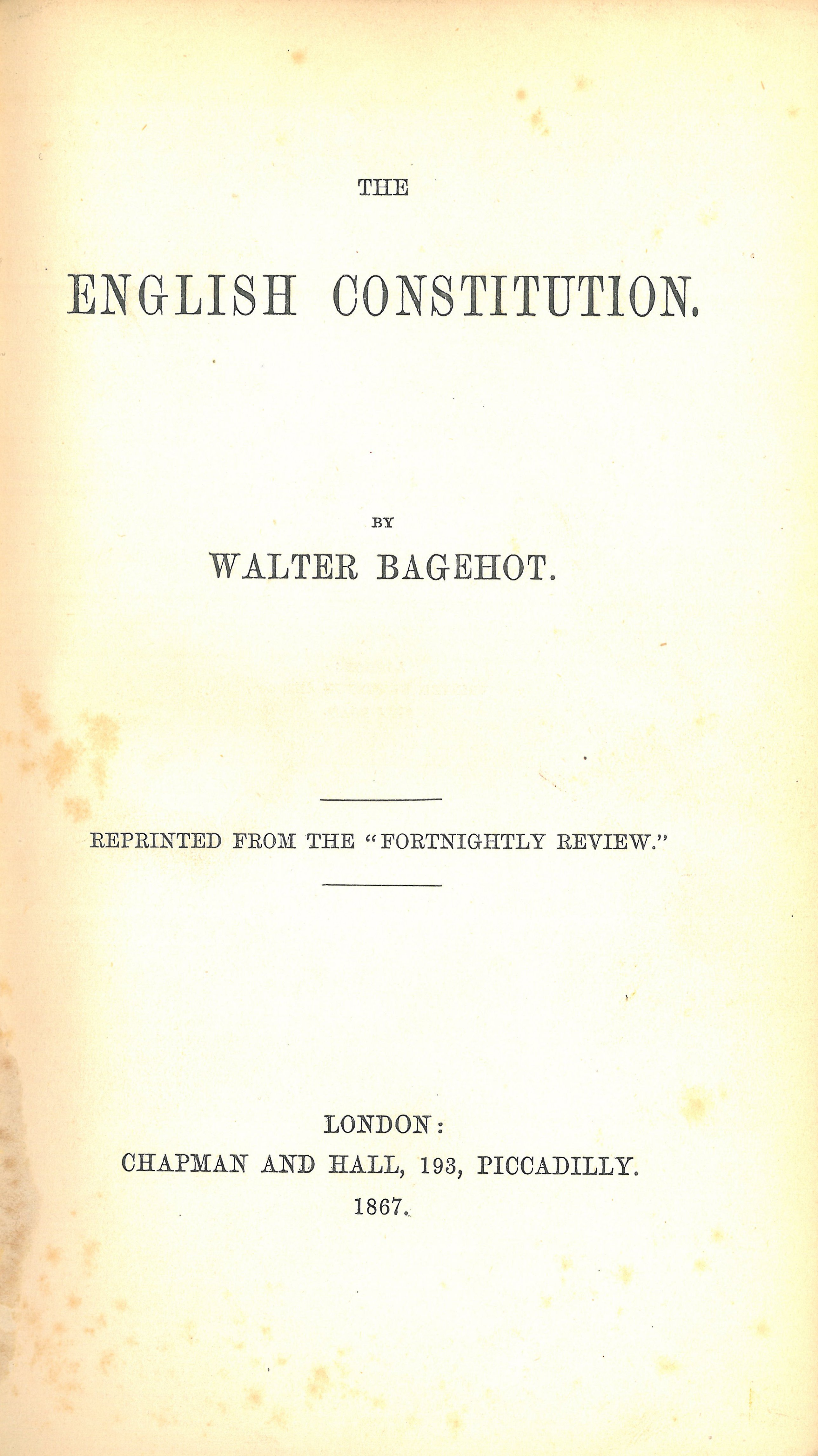
Титульна сторінка першого видання The English Constitution, 1867.

У 1855 році Беджет разом зі своїм другом Річардом Холтом Хаттоном заснував періодичне видання National Review. У 1860 році він став головним редактором журналу The Economist. Беджет вважається одним із найяскравіших редакторів в його історії. Саме він зробив політику одним з основних напрямків діяльності журналу. За 17 років Беджет перетворив часопис на одне з найвідоміших бізнесових та політичних видань. Докладні статті Беджета на американські теми мали великий вплив не тільки на громадську думку, а й на дії британських політиків. На знак пошани до свого колишнього редактора у цьому часописі і донині зберігається колонка під його ім'ям. Також, Асоціація політичних наук щорічно нагороджує премією Волтера Беджета (Walter Bagehot Prize) за найкращу дисертацію у сфері уряду та державного управління.
У 1867 році Беджет написав книгу «The English Constitution», у якій детально дослідив державний устрій Великої Британії, особливо функціонування Парламенту і британської монархії, та порівняв системи британського й американського урядів. Книга була визнана зразковою і перекладена багатьма іноземними мовами.

### Внесок в економіку

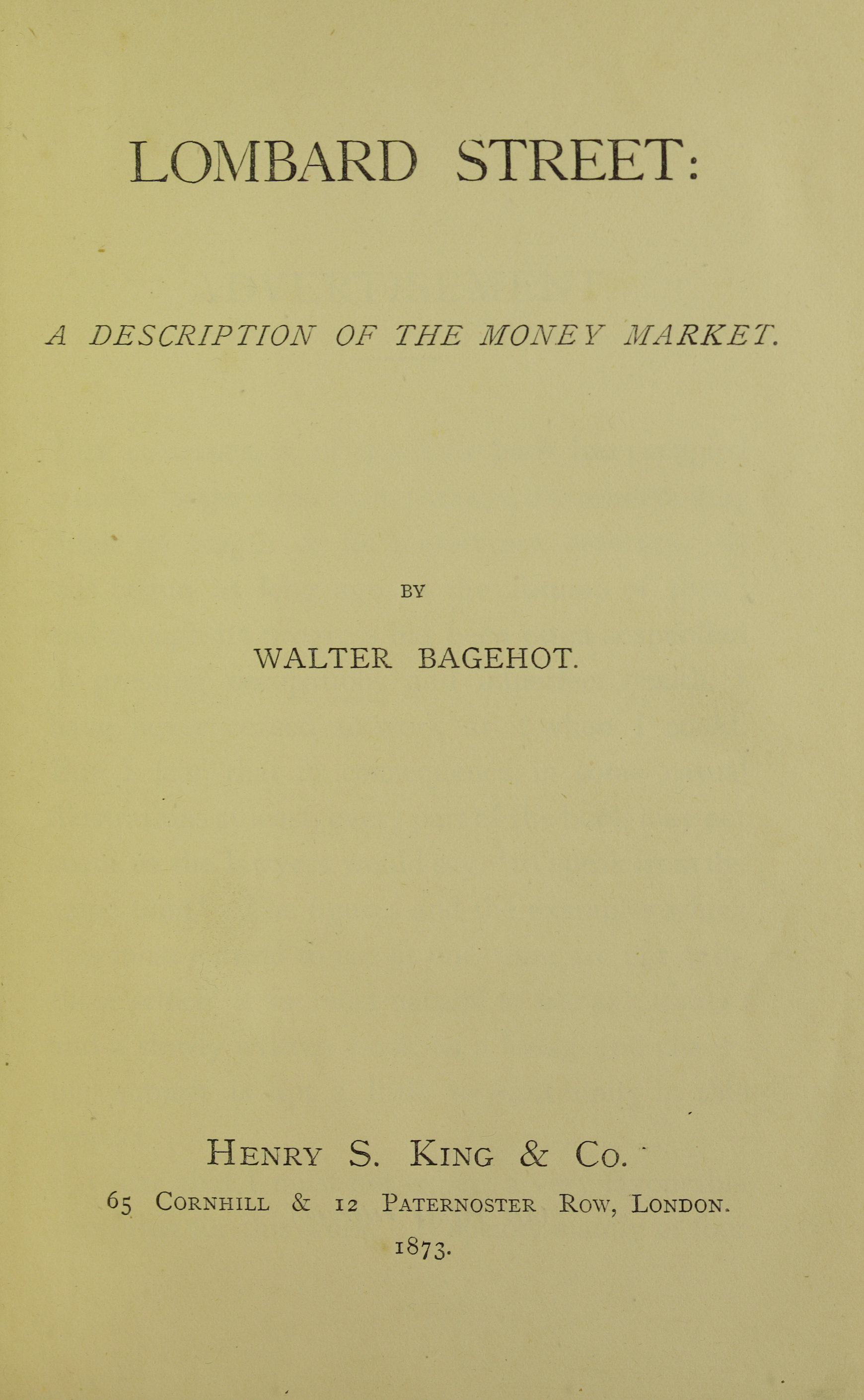
Lombard Street, 1873.

Основні економічні погляди Волтера Беджета викладені у працях «The Postulates of English Political Economy» та «Lombard Street: A Description of the Money Market». Чимало науковців, які досліджують функціонування фінансової системи у контексті її впливу на прискорення темпів економічного зростання, вважають, що саме «Lombard Street» є однією із «піонерних» робіт у цій галузі. У ті часи домінувала позиція, згідно з якою фінансові інститути, під якими мались на увазі переважно банки, виконували виключно функцію забезпечення процесу виробництва грошима. Поява книги В. Беджета «Lombard Street» спонукала по-новому подивитися на функціонування фінансової системи та її роль у прискоренні розвитку реального сектору економіки держави. Незважаючи на те, що головну увагу автор книги зосередив насамперед на дослідженні грошово-кредитної системи Великої Британії ХІХ ст., він не обмежився лише вузьким колом проблем її функціонування. Беджет досліджував широке коло питань впливу фінансової системи на економічну динаміку, серед яких проблематика акумуляції ресурсів, довіри до банківської системи, фінансування інновацій, слабкої мобільності капіталу, банківські кризи тощо.

## Основні публікації
- Bagehot, Walter (1848). "Principles of Political Economy, " The Prospective Review, Vol. 4, No. 16, pp. 460—502.
- Bagehot, Walter (1858). Estimates of Some Englishmen and Scotchmen.
- Bagehot, Walter (1867). The English Constitution.[en] (link)
- Bagehot, Walter (1872). Physics and Politics.
- Bagehot, Walter (1873). Lombard Street: A Description of the Money Market.[en]
- Bagehot, Walter (1875). "A New Standard of Value, " The Economist, Vol. 33, No. 1682, pp. 1361–63.
- Bagehot, Walter (1877). Some Articles on the Depreciation of Silver and on Topics Connected with It.
- Bagehot, Walter (1879). Literary Studies.
- Bagehot, Walter (1880). Economic Studies.
- Bagehot, Walter (1881). Biographical Studies.
- Bagehot, Walter (1885). The Postulates of English Political Economy.
- Bagehot, Walter (1889). The Works of Walter Bagehot.

## Вшанування пам'яті
На честь Волтера Беджета названо астероїд 2901 Беджот, відкритий чехословацьким астрономом Любошем Когоутеком.